# 神貞王后
神貞王后 趙氏（しんていおうこうちょうし、シンチョンワンフチョシ、신정왕후 조씨、嘉慶13年12月6日（1809年1月21日） - 光緒16年4月17日（1890年6月4日））は、第24代朝鮮王憲宗の実母。孝明世子の正室。

## 生涯
嘉慶24年（1819年）、純祖の王世子だった孝明世子と結婚し、世子嬪になった。 しかし道光10年（1830年）に夫の孝明世子が死去した。道光14年（1834年）の純祖の薨去に伴い、子の憲宗がわずか7歳で即位し、王大妃になった。最初の7年間は姑で憲宗の祖母にあたる純元王后が垂簾聴政を行ったが、憲宗が15歳になった年に親政を開始した。しかし憲宗は後嗣なしに道光29年（1849年）に22歳で薨去した。憲宗の死後、純元王后は実家である安東金氏の権力を維持するため、豊壌趙氏一派が新王を擁立する前に、江華島に配流されていた憲宗の再従叔父にあたる元範（のちの哲宗）を宮廷に呼び入れ、徳完君に冊封した。さらに純元王后は徳完君を自分と純祖の養子にした上で、同年6月9日、徳完君は昌徳宮において19歳で朝鮮王に即位した。純元王后が神貞王后に代わって新たな大王大妃になった。そして純元王后は哲宗が政治に対する知識がなく、年も若いという理由で垂簾聴政を再び始めた。哲宗はその3年後に親政を開始したが、一切の権力は勢道政治勢力である安東金氏に握られたままだった。
純元王后が咸豊7年（1857年）に死去すると、神貞王后は再び大王大妃の称号を手にした。同治2年（1863年）に哲宗も後嗣なしで薨去すると、当時大王大妃で朝鮮王室の最高大人だった神貞王后は李昰応（後の興宣大院君）と謀議して、李昰応の次男である李命福（高宗）を自身と孝明世子の養子にすることで、朝鮮王に即位させた。
高宗即位後は、大王大妃として、影響力を保持した。また、高宗の后を自分の実家である豊壌趙氏から出そうとしたが、興宣大院君の反対に遭って失敗した。1890年4月17日、83歳で景福宮興福殿において死去した。

## 家族
- 父：豊恩府院君 忠敬公 趙万永（1776年 - 1846年）彼の祖母(王后にとっては曾祖母)は豊山洪氏出身で、孝明世子の曾祖母 恵慶宮の叔母にあたる。
- 母：徳安府夫人 恩津宋氏（1776年 - 1834年）
- 夫：孝明世子
  - 長男：憲宗
  - 嫁：孝顕王后金氏
  - 嫁：孝定王后洪氏
    - 孫娘：翁主（早世。憲宗と淑儀金氏の娘）

  - 養子：高宗
  - 嫁：明成皇后 驪興閔氏
    - 義理の孫：純宗（高宗と明成皇后の子）

## 登場作品
- 『風雲』（1982年/KBS）演：パン・ヒョジョン
- 『明成皇后』（2001-2002年/KBS）演：キム・ヨンリム
- 『Dr.JIN』（2012年/MBC）演：チョン・ヘソン
- 『雲が描いた月明り』（2016年/KBS）演：チェ・スビン
- 『風と雲と雨』（2020年/TV朝鮮）演：キム・ボヨン
- 『哲仁王后〜俺がクイーン!?』（2020年/tvN） 演：チョ・ヨニ